# 胡采蘋
胡采蘋（英語：Emmy Hu，1975年—），生於台灣台北市，台灣財經記者、作家 、網路紅人、YouTuber。曾旅居中國十年，在北京、上海、杭州有居住工作經驗。畢業於靜修女中、國立政治大學新聞學系。曾任《商業周刊》金融記者、北京財經雜誌、創業家雜誌、杭州阿里巴巴集團《天下網商》執行主編。從2013年開始經營YouTube頻道「Emmy 追劇時間」至今。

## 外部連結
- Emmy追劇時間的Facebook專頁
- Emmy追劇時間的Instagram帳戶